# 飯田奈月
飯田 奈月（いいだ なつき、1981年9月2日 - ）は、スタイルコーポレーションに所属していた日本の元レースクイーン・女性モデル。
神奈川県出身。愛称は「ナッキー」。

## 来歴
- 2005年、鈴鹿8時間耐久ロードレースにて「DUNLOP8耐ギャルズ」として参加。
- 2006年、D1グランプリにて「TOYO TYRE D1 GALS」を務める。
- 2008年、スタイルコーポレーションに所属[1]。同年、スーパー耐久「ingsスーパーレースクイーン」として活動[2]。
- 2009年、中川知映、南まこと、徳永未遊と共にSUPER GT（GT300クラス）「RECLADY KUMHOサーキットレディ」を務める。
- 2011年2月、スタイルコーポレーションを退所。同年3月に入籍し、5月14日に結婚式を挙げた[3]。同年10月4日、第一子となる女児を出産[4]。
- 2013年5月8日、第二子の女児を出産[5]。

## 人物
- 趣味：旅行、ジョギング、半身浴
- 特技：ピアノ、アロママッサージ
- 2歳下の妹がいる[6]。
- 21歳の時に雑誌「ViVi」に読者モデルとして登場した経験がある[7]。

## 東京オートサロン出演歴
- 2005年：「SUBARU」
- 2006年 - 2007年：「TOYO TYRE」
- 2008年：「TEIN」
- 2009年：「admiration」